# میلیکوف (ناحیه خب)
میلیکوف (به چکی: Milíkov) یک منطقهٔ مسکونی در جمهوری چک است که در ناحیه خب واقع شده‌است.